# Irene Sjögren
Irene Lise Margareta Sjögren, född 10 maj 1953 i Stockholm, är en svensk fysiker och jazzsångerska.
Sjögren blev filosofie kandidat vid Stockholms universitet 1975 och filosofie doktor där 1984. Hon var forskningsassistent i fysik 1976–1983 och därefter under tio år anställd som forskare vid Karolinska institutet. Hon inriktade sig därefter på musiken och är sångpedagog i jazz vid Kungliga Musikhögskolan i Stockholm. Hon har skrivit doktorsavhandlingen Production Mechanisms in π’p Reactions with Hypercharge Exchange at 4 GeV/c (1981). 
Sjögren har varit sångerska i storband, jazzgrupper och körer. Hon startade Irene Sjögren Quintet 1983 tillsammans med Ove Lundin (piano), Gustavo Bergalli (trumpet), Olle Steinholtz (bas) och Pétur Östlund (trummor). Hon samarbetade med den amerikanske storbandsledaren Thad Jones 1983–1984 (i Danska radions storband, Umeå storband, Hudiksvalls storband, även tillsammans med Sverige Radios storband, Finska radions storband och Botkyrka Big Band). Hon har medverkat vid jazzfestivaler samt i radio och TV. Hon har utgivit musikalbumen Sweet Surprise (1986) och Song for a Willow (2010).